# 五間堂站
五間堂站（日语：／ Gokendo eki */?）是位於石川縣能美郡根上町（現時：能美市五間堂町），北陸鐵道能美線的鐵路車站（廢站）。

## 歷史
- 1925年（大正14年）
  - 8月13日：能美電氣鐵道車站啟用[1]。
  - 10月：為了運送附近紡織品工場的貨物，因此設置了側線。但是該側線後來在廢站已經撤走[2]。
- 1939年（昭和14年）8月1日：金澤電氣軌道收購合併能美電氣鐵道[3]。
- 1941年（昭和16年）8月1日：北陸合同電氣（現時：北陸電力）合併金澤電氣軌道。
- 1943年（昭和18年）10月13日：在轉讓業務下，成為北陸鐵道能美線車站。
- 1980年（昭和55年）9月14日：能美線全線廢除，此站也被廢除[1]。

## 車站結構
曾經有一時期，此站設有職員當值。在晩年，此站剩下1面1線的單式月台，站內還有木製簡單候車室。月台是在路軌北邊。

## 現狀
車站遺址變成了公民館。該處設置了仿製站名牌。

## 相鄰車站
北陸鐵道
能美線
寺井西口－五間堂－中之庄

## 注腳
1. 1 2  今尾惠介《日本鐵道旅行地圖帳》6號 北信越（新潮社、2008年）p.28
2. ↑  RM LIBRARY 230 北陸鉄道能美線（寺田裕一著　Neko出版　2018年10月1日初版）p.38
3. ↑  7月27日 得到許可「鉄道譲渡」《官報》1939年7月31日（國立國會圖書館數碼化收藏）
4. 1 2 3  能美市『能美電ものがたり 運行時の各駅と現在』 （页面存档备份，存于）（日語）（PDF）

## 相關項目
- 日本鐵路車站列表 Go